# Австралійська плита
Австралійська плита — літосферна плита, що складається з континенту Австралія і океану, що його оточує. Простягається на північному заході до кордону з Індостанською плитою і прилеглими водами. Останні дослідження припускають, що Індо-Австралійська плита може перебувати в процесі розлому на дві окремі плити під дією напруги, викликаної зіткненням Індо-Австралійської плити з Євразійською уздовж Гімалаїв.

## Географія
Австралія, Нова Гвінея і Тасманія, Нова Зеландія і Нова Каледонія — частини стародавнього суперконтиненту Гондвана. Ці суші розділились внаслідок спредингу, але оскільки розділені центри залишалися пасивними, то згодом вони злилися в одну плиту.
Недавні GPS-вимірювання в Австралії показують рух плити 35 градусів на схід з півночі. Швидкість руху материкової плити досить висока і дорівнює близько 7 см в рік. Під час землетрусів можливі зрушення породи в розломах Індо-Австралійської плити на 35-40 метрів відносно один одного.
Континент Зеландія, відокремлений від Австралії 85 мільйонів років тому і тягнеться від Нової Каледонії на півночі до новозеландських субантарктичних островів на півдні, зараз розривається уздовж Альпійського розлому. 